# Dóra Győrffy
Dóra Győrffy (Budapest, 23 febbraio 1978) è un'ex altista ungherese.

## Palmarès
| Anno | Manifestazione    | Sede             | Evento        | Risultato | Prestazione | Note |
| ---- | ----------------- | ---------------- | ------------- | --------- | ----------- | ---- |
| 1994 | Mondiali juniores | Lisbona          | Salto in alto | 7ª        | 1,80 m      |      |
| 1995 | Europei juniores  | Nyíregyháza      | Salto in alto | 5ª        | 1,84 m      |      |
| 1996 | Mondiali juniores | Sydney           | Salto in alto | Argento   | 1,91 m      |      |
| 1997 | Mondiali indoor   | Parigi           | Salto in alto | 25ª (q)   | 1,80 m      |      |
| 1997 | Europei juniores  | Lubiana          | Salto in alto | 5ª        | 1,88 m      |      |
| 1997 | Universiadi       | Catania          | Salto in alto | 10ª       | 1,88 m      |      |
| 1998 | Europei           | Budapest         | Salto in alto | 16ª (q)   | 1,87 m      |      |
| 1999 | Universiadi       | Palma di Maiorca | Salto in alto | 4ª        | 1,91 m      |      |
| 1999 | Europei under 23  | Göteborg         | Salto in alto | 5ª        | 1,88 m      |      |
| 2000 | Giochi olimpici   | Sydney           | Salto in alto | 18ª (q)   | 1,89 m      |      |
| 2001 | Mondiali indoor   | Lisbona          | Salto in alto | 5ª        | 1,93 m      |      |
| 2001 | Mondiali          | Edmonton         | Salto in alto | 7ª        | 1,90 m      |      |
| 2002 | Europei indoor    | Vienna           | Salto in alto | Argento   | 1,95 m      |      |
| 2002 | Europei           | Monaco           | Salto in alto | 12ª       | 1,80 m      |      |
| 2003 | Mondiali indoor   | Birmingham       | Salto in alto | 13ª (q)   | 1,90 m      |      |
| 2003 | Universiadi       | Taegu            | Salto in alto | Oro       | 1,94 m      |      |
| 2005 | Mondiali          | Helsinki         | Salto in alto | 9ª        | 1,89 m      |      |
| 2006 | Europei           | Göteborg         | Salto in alto | 18ª (q)   | 1,87 m      |      |
| 2007 | Mondiali          | Osaka            | Salto in alto | 20ª (q)   | 1,88 m      |      |